# Silvinichthys
Silvinichthys är ett släkte av fiskar. Silvinichthys ingår i familjen Trichomycteridae.
Kladogram enligt Catalogue of Life:
| Silvinichthys | \| \| Silvinichthys bortayro \| \| \| \| \| \| Silvinichthys mendozensis \| \| \| \| |
|               | \| \| Silvinichthys bortayro \| \| \| \| \| \| Silvinichthys mendozensis \| \| \| \| |
|               | Silvinichthys bortayro                                                               |
|               |                                                                                      |
|               | Silvinichthys mendozensis                                                            |
|               |                                                                                      |